# Сафиуллин, Анвар Шакирзянович
Анвар Шакирзянович Сафиуллин (тат. Әнвәр Шакирҗан улы Сафиуллин, 7 февраля 1927, Альметьевск, ТАССР — 11 августа 2020) — передовик советской нефтяной промышленности, оператор по добыче нефти и газа нефтегазодобывающего управления «Альметьевнефть» объединения «Татнефть» Министерства нефтяной промышленности СССР, Татарская АССР, заслуженный нефтяник, участвовал в добыче первого и второго миллиардов тонн татарской нефти. Герой Социалистического Труда (1973).

## Биография
Родился 7 февраля 1927 года в Альметьевске в многодетной семье, где воспитывалось пятеро детей. В 1942 году остался без отца (инвалид Гражданской войны). В возрасте пятнадцати лет пришлось трудоустроиться в колхоз. Трудился на различных работах: пахал, сеял, косил, возил урожай на хлебоприёмные пункты.
С октября 1944 по 1951 годы служил в Советской Армии. Во фронтовые части не направлялся. С 1951 года стал работать разнорабочим на одном из нефтепромыслов управления «Бугульманефть», которое в дальнейшем было преобразовано в нефтегазодобывающее управление (НГДУ) «Альметьевнефть» объединения «Татнефть». В 1952 году выучился и получил специальность оператора по добыче нефти и газа. В 1953 году вновь направлен на учёбу, после которой был назначен старшим оператором. Без отрыва от производства, с 1968 по 1971 годы, обучался в вечерней школе буровых мастеров.
За проявленную трудовую доблесть и достижение выдающихся успехов в выполнении социалистических обязательств, принятых на 1973 год, указом Президиума Верховного Совета СССР от 30 декабря 1973 года Анвару Шакирзяновичу Сафиуллину присвоено звание Героя Социалистического Труда с вручением ордена Ленина и золотой медали «Серп и Молот».
Продолжал трудиться в НГДУ «Альметьевнефть». В 1973 году стал мастером по добыче нефти и газа. С 5 марта 1973 по 2 марта 1987 оператор по добыче нефти и газа. С 1987 года на пенсии.
Неоднократно избирался членом Альметьевского горкома КПСС, депутатом Альметьевского городского Совета народных депутатов. В течение пяти лет являлся членом ЦК ВЦСПС.
Проживал в городе Альметьевске. Умер 11 августа 2020 года.

## Награды и звания
- Герой Социалистического Труда (30.12.1973)
- Орден Ленина (30.12.1973)
- Орден Трудового Красного Знамени (30.03.1971)
- другие медали.
- Почётный нефтяник Татарской АССР (1972)
- Почётный гражданин города Альметьевска (1972)

## Память
- В 1975 году в НГДУ «Альметьевнефть» была учреждена премия имени А. Ш. Сафиуллина для лучших операторов по добыче нефти.